# Американский университет Армении
Американский университет Армении (арм. Հայաստանի Ամերիկյան Համալսարան, англ. American University of Armenia) — частный университет в Ереване. Основан в 1991 году. Аккредитован Западной ассоциацией школ и колледжей (WASC). По состоянию на 2015 год, это первое и единственное в бывшем СССР учебное заведение, аккредитованное в США, предоставляющее высшее образование (бакалавриат и магистратуру).
К его созданию побудила трагедия Спитакского землетрясения 1988 года. Университет стал первым, который ввёл западные стандарты образования в стране.

## История создания
После Спитакского землетрясения несколько сейсмологов с Запада приехали в Армению для восстановления региона. В 1989 году Юрий Саркисян, ректор Ереванского политехнического института предложил Армену Дер Кюрегяну, профессору строительной инженерии Университета Калифорнии (Беркли), создать армянский технический университет на основе западной модели образования, для дальнейшего содействия образовательному прогрессу в Армении.
Было решено создать университет, где за основу будет взята американская модель. Дер Кюрегян и другой американский специалист-сейсмолог Мигран Агбабян, профессор Университета Южной Калифорнии, взялись за реализацию поставленной цели. Ряд американских и армянских академиков поддержали указанную концепцию создания университета. Дер Кюрегян и Агбабян, а позже и Степан Карамардян, бывший декан Школы менеджмента Гари Андерсона Калифорнийского университета в Риверсайде, представили своё предложение Правительству Армении.
Две организации взялись за реализацию идеи создания Американского университета Армении — Всеармянский благотворительный союз (AGBU) и Университет Калифорнии. Также армянское правительство в лице Министерства высшего образования и науки (ныне Министерство образования и науки) оказало финансовую и логистическую поддержку университету в период с 1989 по 1991 годы. В 1990 году президиум Университета Калифорнии принял решение о сотрудничестве с новым университетом, результатом которого стала техническая поддержка, обмен опытом и подготовка кадров для Американского университета Армении.
После провозглашения независимости Армении, в сентябре 1991 года в университете обучался 101 студент.

## Здания университета
- Здание АУА и окрестности
- Вход в здание Пармазана Аветисяна
- Вид на главный корпус и здание Пармазана Аветисяна

Два главных здания университета — Главный корпус и Здание Парамаза Аветисяна расположены по одному адресу — проспект Маршала Баграмяна 40, в центре Еревана. Проспект Маршала Баграмяна — одна из главных улиц города, на которой также расположены Президентская резиденция и Национальное собрание Армении. Рядом с главным корпусом университета расположено посольство Великобритании. Статуя советского маршала армянского происхождения — Ивана Баграмяна (Ованеса Баграмяна), в честь которого и названа улица, была установлена перед зданием университета в 2003 году.

#### Главный корпус
В советское время в главном корпусе университета, которое неформально называется «старое здание» (հին մասնաշենք), располагался Дом политического просвещения Центрального комитета Армянской коммунистической партии. Здание было предоставлено университету 21 сентября 1991 года по решению правительства. Изначально на 6 этажах здания располагались аудитории, лаборатории, библиотека и офисы. После завершения строительства здания Парамаза Аветисяна в 2008 году, главное здание стало использоваться для административных и неакадемических нужд. На крыше главного здания расположены солнечные панели мощностью около 50 киловатт-час (kWh), с фотоэлектрической мощностью 5 kWh, что обеспечивает продолжительную работу системы.

#### Здание Парамаза Аветисяна
Строительство здания по дизайну Гагика Галстяна началось в 2005 году и завершилось 1 ноября 2008 году. Здание Аветисяна расположено рядом с главным зданием университета. На площади почти в 100,000 кв футов расположены классные комнаты, аудитории, лаборатории и исследовательский центр, офисы факультетов.

#### Центр АУА
Центр АУА располагается по адресу улица Алека Манукяна, 9, в центре Еревана. Это многофункциональный бизнес центр, где расположены 2 конференц зала, переговорная комната и большая аудитория. Центр был основан в 1999 году при финансовой поддержке правительства США.

#### Здание Вартакеса и Асмик Барсам
В 2005 году получил в дар от Вартакеса Барсама Hye Business Suites Hotel на улице Мгера Мкртчана 8. Здание используется для размещения приглашённых преподавателей и студентов и обеспечивает дополнительный доход университету. Агентство США по международному развитию инвестировало $300,000 в реновацию здания.

#### AGBU Библиотека Папазяна
Библиотека была открыта в год основания университета — 1991. Библиотека названа в честь семьи Папазян, щедрого донора АУА. По данным июня 2015 года, в библиотеке 45,291 печатных книг и 205,000 цифровых книг, журналов, CD/DVD и аудио кассет. Несколько выдающихся американских армян пожертвовали книги библиотеке. Включая историка Ричарда Ованнисяна, пожертвовавшего 1339 книг, академика и преподавателя Вартана Грегоряна, который отдаёт в дар книги из личной библиотеки с 2010 года, к 2014 году коллекция насчитывала 600 книг по большей части на английском языке.

## Аккредитация
Американский Университет Армении был аккредитован Университетской комиссией Западной Ассоциации Школ и Колледжей (Western Association of Schools and Colleges) в 2006 году. Университет получил статус кандидата на аккредитацию в 2002 году. АУА стал первым университетом пост-советского пространства, аккредитованным образовательным институтом США. Аккредитация АУА означает, что степень, полученная в университете, признаётся на территории Штатов и имеет такой же статус, как и образование, полученное в США. К 2013 году АУА получил аккредитацию от Западной Ассоциации и лицензию Министерства Образования и Науки Армении на предоставление четырёхгодичного образования.

## Студенты
В 2014 году в университете обучались около 1200 студентов. Армен Дер Киурегян, президент университета, высказался, что к 2014 году университет выпустил 2500 студентов, 71 % выпускников живут и работают в Армении.
Среди выпускников Университета:
- Эмиль Бабаян — заместитель генерального прокурора (2013), получил степень магистра на факультете юриспруденции в 2001 году.[30]
- Седрак Барсегян — советник министра Аппарата Правительства Армении (2013 год). Окончил университет в 2009 году.[31]
- Лилит Галстян — член парламента от партии Дашнакцутюн (2007—2012), окончила факультет Политология и Международные отношения в 1996 году.[16][32]
- Теван Погосян — член парламента от партии Наследие (с 2012 года), окончил факультет Политология и Международные отношения в 1996 году.[33]

## Факультеты и отделения

#### Отделения
- Колледж бизнеса и экономики
- Колледж гуманитарных и социальных наук
- Колледж технологий и инженерии
- Школа общественного здравоохранения

#### Бакалавриат
- Бизнес
- Английский язык
- Политика и управление
- Вычислительные науки
- Инженерия
- Компьютерные технологии

## Президенты университета
1. Мигран Агбабян (1991—1997)[34]
2. Арутунэ Арменян (1997—2009)[35][36]
3. Брюс Богосян (2009—2014)[37]
4. Армен Дер Киурегян (2015-2019)[38]
5. Карин Маркидес (2019-)

## Рейтинг и репутация
Американский университет считается одним из лучших вузов Армении. Он был признан таковым бывшим министром образования Арменом Ашотяном (2009—2016), Американским посольством в Армении, газетой Armenian Weekly, Армянским отделением радио «Свобода», независимым новостным агентством CivilNet и другими представителями медиа. АУА занимал второе место среди вузов Армении (после Ереванского Государственного Университета) в следующих рейтингах:
| Год  | Источник                                  | Рейтинг по Армении | Мировой рейтинг |
| ---- | ----------------------------------------- | ------------------ | --------------- |
| 2014 | Правительство Армении                     | 2                  | —               |
| 2015 | Webometrics Ranking of World Universities | 2                  | 3887            |

В 2009 году в бизнес отчёте, подготовленном Университетом штата Мичиган, было написано: «согласно опросам, единственная достойная программа MBA в Армении преподаётся в Ереване в Американском Университете». В 2004 году Посольство США в Армении подготовили отчёт «Коррупция наносит огромный ущерб университетам Армении», в котором говорится, что по словам выпускников, Американский университет — единственный «чистый», не коррумпированный вуз Армении, где успеваемость студентов — результат их работы.
На 2004 год АУА был одним из четырёх вузов Армении, где проходило обучение по специальности Государственное управление.
Ричард Миллс, посол США в Армении, произнося вступительную речь в АУА в 2015 году, сказал: «Американские университет Армении не похож ни на один другой университет страны. Нигде вас так не подталкивают критически думать, как здесь. Продолжая традиции образовательной системы Университета Калифорнии, Американский университет зарождает и взращивает в студентах навыки критического мышления, что сослужит им хорошую службу на протяжении всей жизни».
На банкете по сбору средств для Американского университета в июне 1994 года посол США в Армении Гарри Гилмор назвал университет «островком света» в стране, вовлечённой в военные действия и переживающей экономические трудности, где люди в течение нескольких лет жили без отопления и электричества. Гилмор похвалил университет следующим образом:
Для меня, Американский Университет Армении - олицетворяет всё лучшее, что есть в армянской системе образования. Переступая порог Американского Университета, вы ощущаете бурлящую энергию, целеустремлённость. Заглядывая в компьютерный центр, где работают студенты, можно подумать, что вы в одном из университетов Америки. Но я думаю, в США не так много университетов, где бы студенты работали с такой самоотдачей и энтузиазмом. Другое отличие - стоит поговорить со студентами, и вы услышите, что они здесь не только ради себя. Они учатся ради того, чтобы сделать Армению лучше для будущих поколений.

## Известные посетители и спикеры
Список выдающихся людей, которые посетили университет и/или провели там лекции, выключает в себя Эда Ройса, председателя Комитета по иностранным делам Палаты представителей (апрель 2014), рок-певца Сержа Танкяна (апрель 2015), бывшего президента Армении Сержа Саргсяна (июль 2015), Майкла Дукалис, бывшего губернатора штата Массачусетс и кандидата в президенты США от демократической партии 1988 года (апрель 2016), Джима Коста, представителя демократической партии от Калифорнии (июль 2016), Юрия Оганесяна, российского учёного в области экспериментальной ядерной физики (сентябрь 2016).

#### Другие иностранные университеты Армении
- Французский университет в Армении
- Российско-армянский университет
- Филиал МГУ имени М. В. Ломоносова в Ереване
- Ереванский филиал РЭУ им. Г.В. Плеханова

#### Другие американские университеты
- Американский университет Бейрута, Ливан
- Американский университет в Центральной Азии, Бишкек, Киргизия
- Американский университет в Каире, Египет
- BYU Центр в Иерусалиме, Израиль
- Американский университет в Париже, Франция
- Американский университет в Дубае, ОАЭ